# 大波托姆-威科夫-洛根鎮區 (阿肯色州獨立縣)
大波托姆-威科夫-洛根鎮區鎮區（英語：Big Bottom-Wycough-Logan Township）是位於美國阿肯色州獨立縣的一個行政鎮區。

## 地方資料
大波托姆-威科夫-洛根鎮區鎮區的面積為182.57平方千米，當中陸地面積為177.75平方千米，而水域面積為4.82平方千米。根據2010年美國人口普查的數據，當地共有人口1927人，而人口密度為每平方千米10.55人。